# 道徳警察

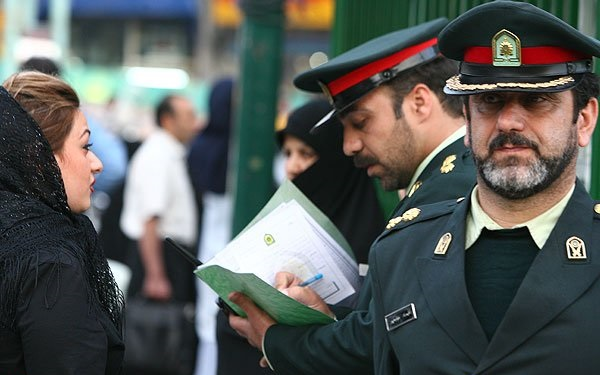
女性に説教し、叱責する道徳警察

イランの道徳警察（どうとくけいさつ、ペルシア語: گشت ارشاد、ガシュテ・エルシャド、直訳すると巡回指導）または風紀警察（ふうきけいさつ）は、2005年に イラン・イスラム共和国法執行司令部内に設立された、ムタワ。特にヒジャブなどの服装の戒律違反を犯した人々の取締り、逮捕を任務とする。服装警察と呼ばれることもある。

## 一貫性
道徳警察の警邏隊は通常、ヒジャブを着用していない、もしくは不適切な着用方法をしている女性を拘束するために、ショッピングセンター、広場、地下鉄駅など人通りの多い街頭に立っている、チャードルを着用した女性と、男性乗組員を乗せたバンで構成されている。拘束された場合、矯正施設や警察署に移送され、戒律に則した正しい服装について講義され、殆どの場合、当日中に親族の元へ釈放される。
2013年の母の日には、特に奨励されているヒジャブのドレスコードであるチャードルを着用している女性に花を贈呈して、褒賞を行った。
2017年12月27日、テヘラン警察署長のホセイン・ラヒミ准将は、「司令部によれば、イスラムの価値観を守らず、この地域で過失がある人であっても、拘置所に移送することも、訴追されることも、裁判所に送ることもない。むしろ、彼らの行動を改革するための教育クラスが用意されている」と述べていた。

### 争議

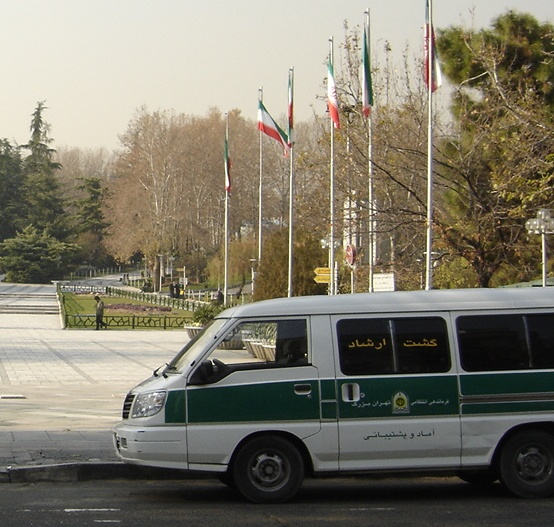
テヘランのメラット公園に停車している道徳警察の三菱・デリカ車輌

一部の政府関係者は、ムタワとしてのイラン警察の解釈に基づいた勧善懲悪を道徳警察が遂行し、市民にも要求していると指摘している。市民の自由と尊厳を尊重して、法執行するべきであるという理由で道徳警察の存在に否定的な見解も存在する。この見解は、非イスラム的であるとされてきたが、扇動に繋がる行為を行うことは、ハラーム（禁止行為）に抵触することが主な理由である。
道徳警察は、性的寛容性を有しておらず、トランス女性へのハラスメントを行うこともある。2018年4月にトランス女性が暴行を受けた際には、救助することを拒否している。
2022年9月16日、ヒジャブを「不適切」に着用したとして数人の女性とともに拘束された22歳の女性マフサ・アミニが2時間後に警察署内で意識不明となり、2日後に死亡した。警察はアミニが心不全を患っていたと発表したが、脚部や顔面には打撲痕があり、警察から暴行された可能性が指摘されている。彼女の死亡が公表された16日以降、テヘラン大学や彼女が死亡したカスラ病院などイラン各地で抗議デモが行われた。
ヒジャブ着用を巡る抗議の渦中である2022年12月3日、モンダゼリ検事総長が道徳警察の廃止に言及した。一方で服装の取り締まりは司法当局が引き継ぐ方向であることも言及しているため、国内の服装の自由化に至るかは不透明とみられていたが、その後イラン国営テレビによりモンダゼリの発言を否定するなど混乱が起きている。エブラーヒーム・ライースィー大統領に近いモンタゼリが、デモ沈静化に向けて世論の反応を探った可能性も指摘されている。

## 経済制裁
2022年9月22日、アメリカ合衆国財務省は、「この不当な行為を最も強い言葉で非難し、女性に対する暴力や（抗議）集会への取り締まりを終わらせるようイラン政府に求める」として、道徳警察幹部やエスマイル・ハティーブ情報省長官らに対して米国内の資産凍結や米国人との取引を禁止する経済制裁を発表した。

### イラン国営放送の電波ジャック
2022年10月8日、イラン・イスラム共和国放送傘下の放送局が放送していたニュース番組の映像が、ハッカー集団「Edaalat-e Ali」に乗っ取られた。
挿入された映像は、髪を覆うスカーフが適切でないとして道徳警察に逮捕され拘留中に死亡したマフサ・アミニと、それに対する抗議デモで死亡した3人の女性、アリー・ハーメネイーを標的とするような映像であることから、一連の事件に対する抗議とみられている。

## 脚註
1. ↑  飯島健太 (2022年9月23日). “「私だったかも」　髪の隠し方を責められた22歳の死　怒る女性たち”. 朝日新聞 2022年9月23日閲覧。
2. ↑  Who are Islamic 'morality police'?
3. 1 2 3  Erdbrink, Thomas (2014年5月7日). “When Freedom Is the Right to Stay Under Wraps”. The New York Times 2016年8月12日閲覧。
4. 1 2  Sharafedin, Bozorgmehr (2016年4月20日). “Rouhani clashes with Iranian police over undercover hijab agents” 2016年8月12日閲覧。
5. 1 2 3 4  “Iran: Fashion police”. (2013年5月5日) 2016年8月12日閲覧。
6. ↑  “Al Monitor”
7. 1 2  Adib, Muhammad Jawad (2013年9月26日). “Iran's 'Guidance Patrols' Stir Controversy” 2016年8月12日閲覧。
8. 1 2  Faghihi, Rohollah (2016年5月6日). “Morality police go undercover to keep Tehran under cover” 2016年8月12日閲覧。
9. ↑  Karami, Arash (2015年4月27日). “Rouhani: Police should not enforce Islam” 2016年8月12日閲覧。
10. ↑   (英語) Transgender In Tehran: Arsham's Story 2021年6月22日閲覧。
11. ↑  “Iran's transgender community are being beaten and disowned in spite of legal protections” (英語). PinkNews - Gay news, reviews and comment from the world's most read lesbian, gay, bisexual, and trans news service (2018年5月21日). 2021年6月22日閲覧。
12. ↑  “"Iranian woman dies 'after being beaten by morality police' over hijab law"” 2021年9月18日閲覧。
13. ↑  “"Mahsa Amini: dozens injured in Iran protests after death in custody"” 2021年9月18日閲覧。
14. ↑  イラン、女性暴行死疑惑の「風紀警察」廃止…へジャブ巡る抗議デモ長期化で柔軟姿勢か - 読売新聞オンライン 2022年12月5日
15. ↑  イラン、風紀警察を廃止か　検察幹部が発言 - 日本経済新聞 2022年12月5日
16. ↑  イラン風紀警察「廃止された」？　検事総長発言、国営テレビが訂正 - 共同通信 2022年12月5日
17. ↑  Gottbrath, Laurin-Whitney (2022年9月22日). “U.S. sanctions Iran's morality police over death of woman in custody” (英語). Axios. 2022年9月22日閲覧。
18. ↑  “Treasury Sanctions Iran's Morality Police and Senior Security Officials for Violence Against Protesters and the Death of Mahsa Amini”. アメリカ合衆国財務省 (2022年9月22日). 2022年9月24日閲覧。
19. ↑  “Designating Iran's Morality Police and Seven Officials for Human Rights Abuses in Iran”. アメリカ合衆国国務省 (2022年9月22日). 2022年9月24日閲覧。
20. 1 2  “イラン国営放送の番組乗っ取り、白マスクや死亡女性の画像に切り替わる”. CNN.co.jp. 2022年10月10日閲覧。
21. 1 2  “イラン国営テレビにハッカー攻撃、最高指導者への抗議メッセージ表示”. BBCニュース (2022年10月9日). 2022年10月10日閲覧。